# Springfield M1903
Springfield M1903 (Спрингфилд обр. 1903 г., формально United States Rifle, Caliber .30, Model 1903) — американская магазинная винтовка.

## История
Винтовка была разработана по результатам опыта испано-американской войны 1898 года (в ходе которой испанские войска использовали 7-мм магазинные винтовки Маузера обр. 1893 года). Первый прототип новой винтовки (U.S. Rifle Model 1900 .30 prototype) был изготовлен в 1900 году. После завершения испытаний, 19 июня 1903 года винтовка под патрон .30-03 (с 14-граммовой пулей) была официально принята на вооружение армии США. В 1906 году в качестве стандартного винтовочно-пулемётного боеприпаса был принят патрон .30-06 (с 9,7-граммовой пулей), и выпуск винтовок продолжили под патроны нового образца. В 1936 году в качестве штатной армейской винтовки была официально принята самозарядная винтовка M1 Гаранд, однако к моменту вступления США во Вторую мировую войну в декабре 1941 года, половина личного состава пехоты США по-прежнему была вооружена магазинными винтовками M1903. В то время как «Краг» выпускался как в варианте длинноствольной винтовки, так и карабина, «Спрингфилд» выпускался только как короткоствольная 24-дюймовая винтовка в соответствии с современными тенденциями в Швейцарии и Великобритании, чтобы устранить необходимость как в длинноствольных винтовках, так и в карабинах.

## Описание
Винтовка имела продольно скользящий поворотный затвор (патент фирмы Маузер). Эта винтовка многими чертами походила на винтовку Маузера 1898 г., однако в деталях довольно значительно отличалась от неё.
В 1907 году на снабжение армии и морской пехоты США был принят стандартизованный вариант ремня для винтовки «спрингфилд» — ремень обр. 1907 года (M1907 leather sling).
Первоначально винтовка комплектовалась игольчатым штыком, затем штыком M1905 образца 1905 года, а позднее — штыком M1 образца 1942 года.
После вступления США во Вторую мировую войну в декабре 1941 года, был разработан и принят на вооружение винтовочный гранатомёт (M1 grenade launcher), который устанавливался на ствол винтовки «спрингфилд» для отстрела 22-мм винтовочных гранат.

## Варианты и модификации

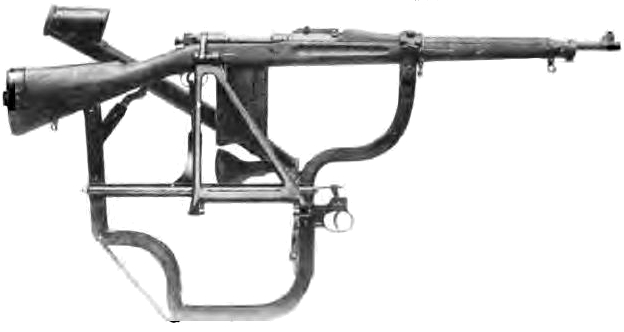
Перископная винтовка типа Элдера, на американской винтовке Springfield M1903 (1918 г.). Устройство было разработано для ведения траншейной войны и оно позволяло стрелку вести огонь через бруствер окопа, оставаясь при этом в укрытии и под защитой. Винтовка также оснащена магазином на 25 патронов.

Винтовка выпускалась в нескольких модификациях, которые различаются главным образом устройством прицельных приспособлений и формой ложи.
- M1903 образца 1903 года — под патрон .30-03 с тупоконечной пулей образца 1903 г., с секторным прицелом.
- M1903 образца 1906 года — под патрон .30-06 с остроконечной пулей M2 образца 1906 г. Отличалась изменённой формой патронника и новым рамочным прицелом — с двумя прорезями и диоптром на хомутике, который мог перемещаться не только по вертикали, но вместе с прицельной колодкой и рамкой также и по горизонтали. Горизонтальное смещение прицела достигалось вращением насечённой головки специального винта. Прицел был рассчитан на ведение стрельбы на дистанцию до 2700 ярдов.
  - M1903 NM — целевая винтовка для спортивной стрельбы (отличалась особенно точным изготовлением деталей), в 1921—1940 было выпущено 28 907 шт. для Национальной стрелковой ассоциации США.
- М1903А1 образца 1929 года — принята на вооружение в декабре 1929 года, модификация с шейкой ложи пистолетовидной формы и с мушкой, либо защищённой цилиндрическим намушником, либо без него.
- М1903А3 образца 1942 года — упрощённая модель военного времени, с прямой или полупистолетной формой шейки ложи, выпускалась в 1942—1945 гг., отличалась наличием штампованных деталей (затыльник, скоба спускового крючка, ложевые кольца, намушник), каналом ствола с двумя нарезами и диоптрическим прицелом для стрельбы на расстояния от 200 ярдов до 800 ярдов.
- М1903А4 образца 1942 года — первая снайперская винтовка США. Для переделки в снайперские отбирали лучшие, отличавшиеся самым точным боем винтовки М1903. Стандартные прицельные приспособления — мушку и открытый прицел, а также узел крепления штыка убирали, вместо них устанавливали оптические прицелы — 2,2х-кратный М84; 2,5х-кратный M73B1 фирмы «Weaver Co» или 10х-кратный Unertlscope. На некоторые винтовки корпуса морской пехоты США устанавливали прицелы 5х Lymann и 8x Unertl. Эта винтовка состояла на вооружении армии США до 1961 года, в корпусе морской пехоты США — до 1969 года.

Некоторое количество снятых с вооружения винтовок М1903А3 было переделано под патрон .22 калибра (для этого оружейная фирма «Marlin Firearms» освоила выпуск вкладных 5,6-мм нарезных стволов, которые вставляли внутрь ствола винтовки).

## Страны-эксплуатанты

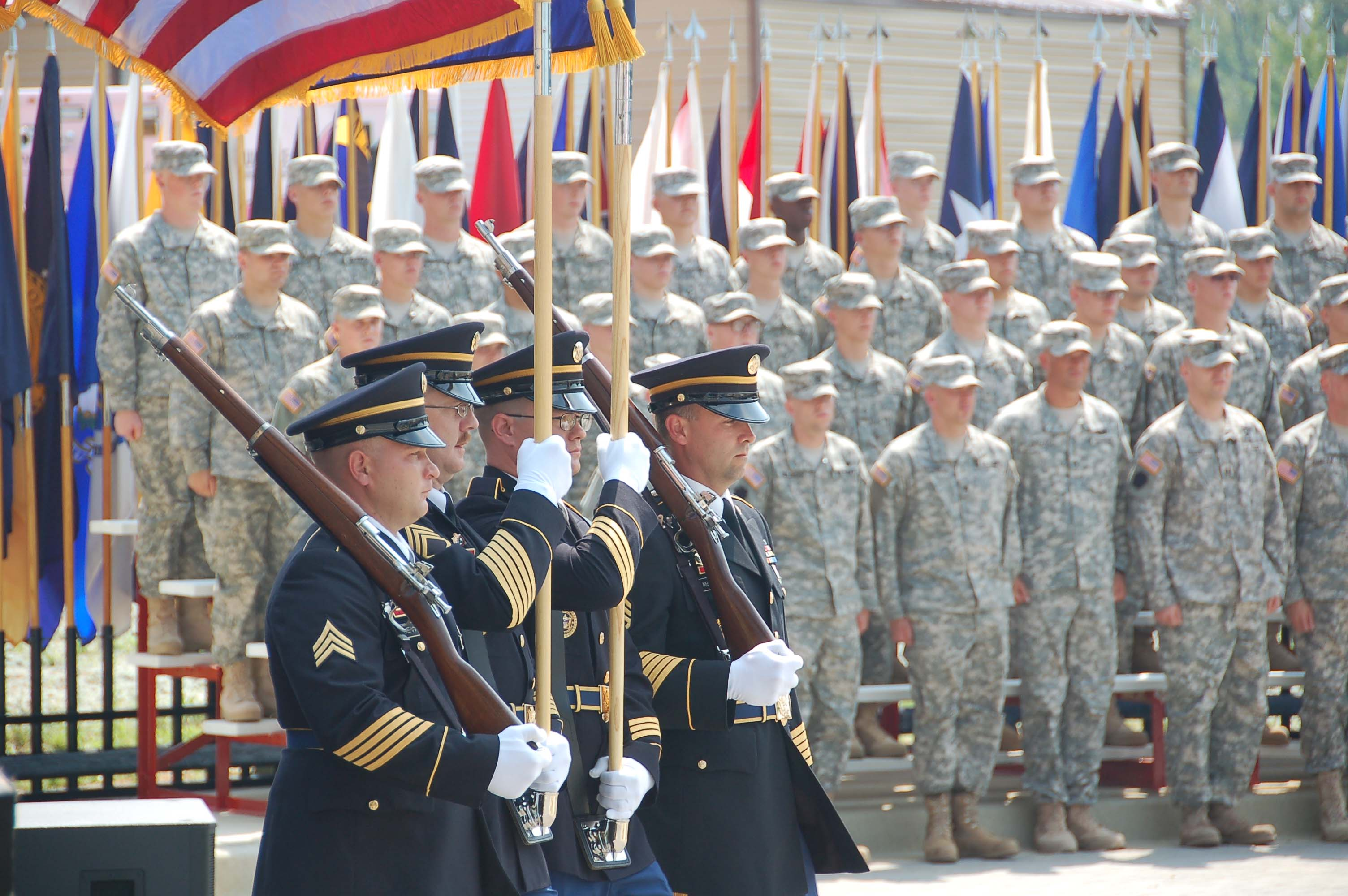
подразделение почётного караула национальной гвардии штата Индиана с винтовками М1903 (26 августа 2009)

- США — официально состояла на вооружении в 1903—1957 гг., до 1969 года применялась в качестве снайперской винтовки, в дальнейшем использовалась в качестве церемониального оружия для рот почётного караула.
- Бразилия — винтовки были переданы во время Второй мировой войны по программе военной помощи из США подразделениям экспедиционного корпуса (после завершения подготовки летом 1944 года отправленного в Италию и воевавшего в составе 5-й армии США)[5]
- Великобритания — после разгрома и капитуляции Франции летом 1940 года (в ходе которого британский экспедиционный корпус во Франции потерял значительное количество оружия и возникла необходимость перевооружения войск) оружейные компании США получили заказы на производство Lee-Enfield No. 4 Mk. I, но решено было поставлять упрощённые винтовки Springfield M1903. После вступления США в войну в декабре 1941 года большая часть винтовок была направлена в войска США[6], но в 1941—1945 из США по ленд-лизу поставлено 64 003 M1903, М1903А1 и М1903А2[7]
- Вьетнам — в ходе войны в Индокитае трофейные винтовки использовали бойцы Вьетминя
- Гаити — в 1930е годы первые винтовки М1903 поступили на вооружение созданной под контролем США жандармерии Гаити; после окончания оккупации Гаити войсками США в 1934 году эти винтовки остались на вооружении армии и вооружённых формирований Гаити (использовались вместе с магазинными винтовками других систем)[8][9]
- Иран — после присоединения Ирана к блоку СЕНТО 3 ноября 1955 года были предприняты усилия по стандартизации используемого оружия стран-участников блока СЕНТО с вооружением стран блока НАТО, в результате по программе военной помощи из США были получены винтовки М1903 разных модификаций (которые оставались на вооружении некоторых подразделений даже в 1977 году, после начала перевооружения войск на автоматы HK G3)[10]
- Китайская республика — в 1942—1945 из США по ленд-лизу поставлено 107 470 M1903, М1903А1 и М1903А2[7]
- Куба — в период до 1959 года поставлялись из США по программе военной помощи для армии Ф. Батисты
- Либерия — 2 тыс. винтовок со штыками были закуплены через американскую компанию «Interarmco»[11]
- Никарагуа — в 1920-е-1930-е годы поставлялись из США для национальной гвардии, после победы сандинистской революции находились на вооружении территориальных отрядов народной милиции[12]
- нацистская Германия — трофейные винтовки использовались под наименованием Gewehr 249(a)
- Филиппины — после захвата архипелага в ходе войны 1899—1902 гг. винтовки «спрингфилд» обр. 1903 года находились на вооружении расквартированных здесь войск США (некоторое количество трофейных винтовок оказалось у филиппинских партизан, действовавших до 1913 года). 21 декабря 1935 года здесь началось создание военизированных формирований под командованием американских офицеров, 26 июля 1941 года включённых в состав войск США на Дальнем Востоке (U.S. Army Forces in the Far East). Во время второй мировой войны винтовки «спрингфилд» были основным стрелковым оружием филиппинских подразделений войск США, после предоставления независимости от США в июле 1946 года они остались на вооружении вооружённых сил страны.
- Франция — во время Второй мировой войны полученные из США находились на вооружении подразделений «Сражающейся Франции». Винтовки, полученные по программе военной помощи из США, использовала в ходе Второй мировой войны и в войне в Индокитае. В 1942—1945 из США по ленд-лизу поставлено 11 015 M1903, М1903А1 и М1903А2[7]
- Южная Корея — в сентябре 1948 года при выводе оккупационных войск США с Корейского полуострова часть вооружения эвакуируемых войск США (в том числе, винтовки «спрингфилд» и патроны к ним) была передана для формируемых подразделений южнокорейских войск[13], в 1950 году они оставались на вооружении подразделений морской пехоты.
- Япония — некоторое количество трофейных винтовок было захвачено в ходе Второй мировой войны, использовались для вооружения вспомогательных охранно-полицейских и военизированных формирований (в частности, на захваченных в 1941—1942 гг. Филиппинах)

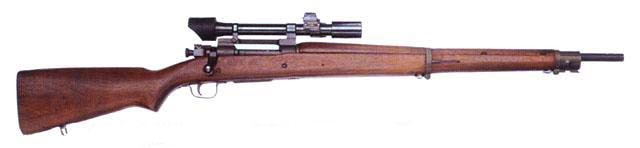
Спрингфилд M1903 с оптическим прицелом
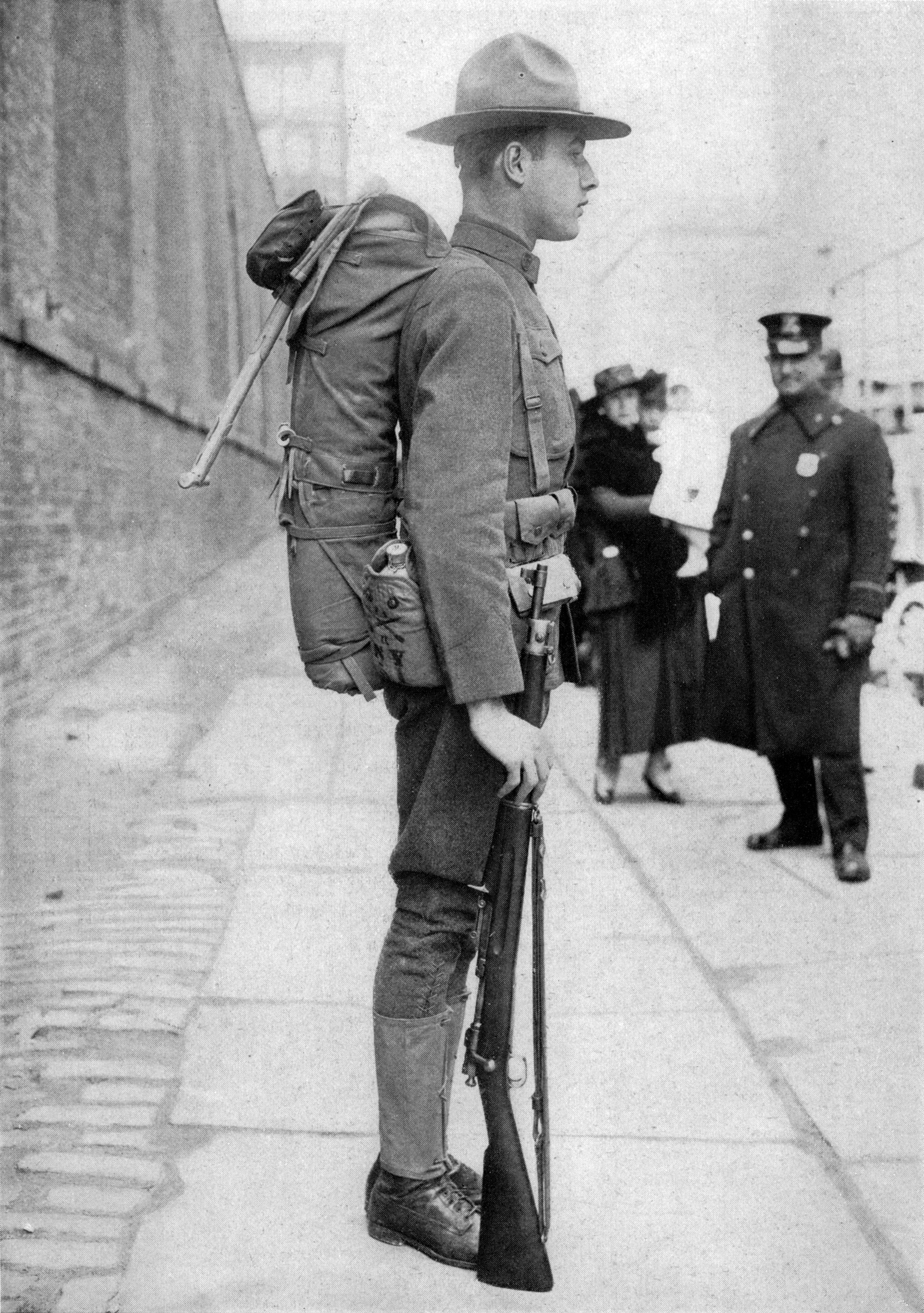
Спрингфилд M1903 в руках гвардейца Национальной гвардии США